# Радојица Рајо Булатовић
Радојица Рајо Булатовић (Ровца, код Колашина, 8. јун 1949 — Подгорица, 31. март 2021) био је српски песник и сликар. Имао је самосталне изложбе у Манастиру Морачи, Колашину, Бару, Новом Саду, Пожаревцу и Петровцу на Млави.

## Биографија
Иако је 1963. године, положио пријемни испит за Уметничка школа Ниш Радојица се определио да се посвети агрономији, односно виноградарству.
Остаo je посвећен поезији и постаје уредник часописа „Глас младих“. Приређивао је пјесничке сусрете у градовима на Црногорском приморју, као и у другим областима. Радио је као сарадник за Радио Црне Горе. Поезију је објављивао у разним књижевним часописима и другим гласилима бивше Југославије -  „Књижевним новинама“,  „Стварању“,  „Овдје“,  „Мостарским кишама“,  „Књижевном запису“,  „Стражилову“,  „Дану“,  „Врњачким новинама“,  „Агрокомбинату“, бројним омладинским новинама,  „Вечерњим овостима“ бројним омладинским новинама итд. Учесник је знатног броја фестивала поезије међу којима су: „Струшке вечери“, „Мостарске кише“, „Мајска руковања“, „Јулске ватре“, „Петроварадински сусрети“, „Стражилово“, пјеснички сусрети у Смедереву, Пожаревцу, Петровцу на Млави, Крaгујевцу, Подгорици, Цетињу и Београду.
Био је предсједник књижевне омладине Црне Горе и иницијатор бројних манифестација и сусрета, у Црној Гори и шире. Више пута је награђиван за свој књижевни рад и сликарство. Заступљен је у уџбеницима за филолошку гимназију и факултет. Објавио је књиге „Ровачки клетвеник“ (1996), „Недодер“(1996), „Непребол“(2012), песничку збирку која је награђена Видовданском повељом од стране Удружења књижевника Црне Горе „Видовдански календар“ („Унирекс“, Подгорица-Београд, 2016). Члан је УКЦГ.
О његовом дјелу су писали многи књижевници, пјесници и књижевни критичари међу којима су и Срба Игњатовић, Андрија Радуловић, Будимир Дубак, Новица Ђурић, проф. др Миодраг Мишко Јовановић, Милица Бакрач, Милица Краљ, Мирослав Мајо Ђуровић, Драган Ђуровић, проф. Вељко Мићовић, проф. др Петар Чабаркапа, Веселин Лазаревић и Горан Бјелановић.
Преминуо је у Подгорици 31. марта 2021. године.